# Ерос (аеропорт)
Аеропорт Ерос ((IATA: ERS, ICAO: FYWE) англ. Windhoek Eros Airport, нім. Flughafen Eros) — аеропорт, що обслуговує Віндгук, столицю і найбільше місто Республіки Намібія. Розташований у регіоні Кхомас, приблизно за 5 км на південь від центрального ділового району Віндгука.
Аеропорт є хабом для:
- Air Namibia
- Bay Air
- Desert Air
- Signa Aviation
- Skycore Aviation
- Westair Aviation
- Wilderness Air

## Опис
Ерос — аеропорт з найбільшим авіатрафіком у Намібії. Головним чином використовується для регіональних регулярних рейсів, приватними літаками і чартерними авіакомпаніями. .
Ерос також може бути використаний як резервний аеропорт для міжнародного аеропорту Хосе Кутако, але в Ерос можуть приземлятися тільки літаки розміром до Boeing 737.

## Авіалінії та напрямки

### Пасажирські
| Авіакомпанія     | Пункт призначення              |
| ---------------- | ------------------------------ |
| Air Namibia      | Катіма-Муліло, Ондангва, Рунду |
| Westair Aviation | Ораньємунд                     |

### Вантажні
| Авіакомпанія     | Пункт призначення        |
| ---------------- | ------------------------ |
| Bay Air Aviation | Йоганнесбург, Волфіш-Бей |
| Westair Aviation | Йоганнесбург, Мапуто     |

## Статистика
|              | 2003   | 2004     | 2005     | 2006     | 2007     | 2008     | 2009     |
| ------------ | ------ | -------- | -------- | -------- | -------- | -------- | -------- |
| Авіатрафік   | 24.501 | 23.552 ▼ | 23.831 ▲ | 33.270 ▲ | 35.551 ▲ | 34.756 ▼ | 29.703 ▼ |
| Пасажирообіг | 77.667 | 74.966 ▼ | 68.208 ▼ | 74.398 ▲ | 80.072 ▲ | 80.369 ▲ | 65.895 ▼ |

|              | 2010     | 2011     | 2012     | 2013     | 2014     | 2015     | 2016     | 2017     | 2018     |
| ------------ | -------- | -------- | -------- | -------- | -------- | -------- | -------- | -------- | -------- |
| Авіатрафік   | 27.839 ▼ | 26.318 ▼ | 28.150 ▲ | 20.898 ▼ | 22.550 ▲ | 20.167 ▼ | 17.620 ▼ | 23.889 ▲ | 24.763 ▲ |
| Пасажирообіг | 63.854 ▼ | 74.310 ▲ | 90.880 ▲ | 80.591 ▼ | 79.582 ▼ | 75.592 ▼ | 75.356 ▼ | 86.670 ▲ | 95.598 ▲ |

Quelle: Airport Statistics. Namibia Airports Company, Februar 2019.